# George Edward Schatz
George Edward Schatz ( 1953 - ) es un botánico, profesor, curador estadounidense, que desarrolló expediciones botánicas a China; Malasia; Madagascar; EE. UU.; Costa Rica; Belice; Guatemala; Panamá; Nicaragua, México; Brasil; Jamaica. Trabaja en el Jardín Botánico de Misuri.

## Algunas publicaciones

### Libros
- 2001. Generic tree flora of Madagascar. Ed. Real Jardón Botánico de Kew. 477 pp. ISBN 1-900347-82-2
- 1987. Systematic and ecological studies of Central American Annonaceae, Volumen 2. Ed. Univ. de Wisconsin--Madison. 1.006 pp.

## Honores

### Epónimos
Especies
- (Aponogetonaceae) Aponogeton schatzianus Bogner - H.Bruggen[2]
- (Anacardiaceae) Campnosperma schatzii Randrian. - James S.Miller[3]
- (Arecaceae) Dypsis schatzii Beentje[4]
- (Asclepiadaceae) Secamone schatzii Klack.[5]
- (Meliaceae) Malleastrum schatzii J.-F.Leroy - Lescot[6]
- (Myrtaceae) Eugenia schatzii J.S.Mill.[7]
- (Rubiaceae) Gaertnera schatzii Malcomber[8]
- (Salicaceae) Salix schatzii Sagorski[9]
- (Thymelaeaceae) Stephanodaphne schatzii Z.S.Rogers[10]

- La abreviatura «G.E.Schatz» se emplea para indicar a George Edward Schatz como autoridad en la descripción y clasificación científica de los vegetales.[11]